# 관계 사고와 관계 망상
관계사고(關係思考, ideas of reference)와 관계망상(關係妄想, delusions of reference)은 개인이 무해한 사건이나 사소한 우연의 일치를 경험하고 강력한 개인적 중요성을 가지고 있다고 믿는 현상을 말한다. 어느 한 사람이 세상에서 인식하는 모든 것이 자신의 운명(destiny)과 관련되어 있다는 생각인데, 이러한 연관은 대체로 부정적이거나 호전적인 방식으로 연관되어 있다.
정신의학에서 관계망상은 조현병(schizophrenia) 망상 장애(delusional disorder), 조증(mania)이 고조되는 동안의 양극성 장애(bipolar disorder)뿐 아니라, 분열형 인격장애(schizotypal personality disorder), 강한 스트레스로 인한 자폐증(autism)과 같은 정신병(psychotic illness)의 진단기준의 일부가 된다. 약한 정도로는 관계망상이 편집성 인격장애(paranoid personality disorder)와 신체이형장애(body dysmorphic disorder)의 특징이 되기도 한다. 이런 증상들은 메타암페타민(methamphetamine)과 같은 자극제의 약물 중독(substance intoxication)으로 발생할 수도 있다.

## 정신분석학적 관점
지그문트 프로이트(Sigmund Freud) 관점에서, 감시당한다는 망상은 퇴행하는 형태로 이러한 힘을 보이며, 기원과 목소리뿐 아니라 불확실한 군중을 드러내는 것은 편집증(paranoid) 증세에 의하여 전면에 드러나게 되며, 의식의 진화도 퇴행적으로 재현된다. 1928년 초, 프로이트의 동료 연구자 칼 융(Carl Jung)은 '의미있는 우연성(meaningful coincidences)'에 관한 이론인 공시성(synchronicity) 개념을 소개하였다.
1946년 오토 페니첼(Otto Fenichel)은 초자아(superego)의 투사는 관계사고와 영향사고(ideas of being influenced)에서 가장 명확하게 보이며, 이러한 망상은 자기관찰적(self-observing) 자기비판적(self-critical) 의식이 자신에게 말하는 것을 외부에서 환자에게 가져다 준다고 결론 지었다.
자크 라캉(Jacques Lacan)도 관련사고에 대하여서, '대문자 타자 혹은 대타자(l'Autre, the captial Other)'와의 관계와 그것이 수반하는 급진적인 변칙성(radical anomaly) 간의 불균형, 적절치 못하게 자격이 부여되지만, 그렇다고 해서 진실에 근접하지 않은 것도 아닌 불균형에 연결되어 있다고 보았으며, 과거 임상의학에서는 부분적 망상(partial delusion)이라고 보았다. 언어(language), 자크 라캉이 고안한 개념인 '아버지의 이름(nom du père, Name-of-the-Father)', 기표(記標, signifiers), 말(words)과 같은 '큰 타자(the big other)', 즉 초자아 영역(the realm of the superego)을 말한다.

## 반정신의학
환자의 관계사고, 영향, 피해망상(delusions of persecution)이 환자의 부모가 환자에게 보인 행동에 대한 묘사에 불과한 경우에 근거하여, 반정신의학자(anti-psychiatrist, 정신의학치료에 대하여 반발하고 오히려 정신의학이 병을 키운다고 믿는 사람들)들은 관계사고를 의학적으로 비난할 것이 아니라 타당화(validation)해야 한다고 주장한다. 피해환상(persecutory fantasies)과 피해현실(persecutory realities) 간의 혼동이 분명 있다는 것을 인정하면서도, 데이비드 쿠퍼(David Cooper)와 같은 정신의학자들은, 비록 영국경시청(Scotland Yard), 영국여왕, 미대통령, BBC와 같은 말도 안되는 조직이나 기구가 이들이 영향받고 있는 네트워크(network of influence)에 있다는 왜곡된 형태이기는 하여도, 멀리 떨어져 있는 사람들과 연결되어 있다든지 멀리 떨어져 있는 타인의 영향을 받는다는 하는 환자들의 사고는, 사회 영향(social influence)에 대한 자신의 경험을 진술하는 것이라고 주장한다.
라잉(R. D. Laing)은 뇌가 이전에 제거되어서 행동이 외부에 의해 통제되고 있다고 하는 사람과 비슷한 관점을 취한다. 또한 이런 망상은 부분적으로 달성된 비현실감-현실감(derealization-realizations)이라고 한다. 또한 라잉은 전형적인 편집성 관계사고에서는, 길을 지나갈 때 들리는 웅성거리는 소리나 중얼대는 말이 전부 자기 이야기로 들린다고 보았다. 바에서 등뒤로 터지는 웃음소리는 자신을 놀리는 농담 때문이라고 생각한다. 그러나 환자를 더 깊게 이해하면, 환자를 괴롭히는 것은 관계망상이 아니라 타인에게 있어 중요한 인물이 아니라는 것 혹은 타인이 자신에 대해 관심이 전혀 없다는 환자의 의심이라는 것이다.

## 관계망상
관계사고는 관계망상과 구별되어야 하는데, 내용은 비슷할지 몰라도 후자가 더 큰 신념을 가진다. 관계사고는 있지만 관계망상은 없는 사람은 낯선 사람들이 자신에 대해 말하는 느낌을 가질 수 있지만, 만약 그것이 사실이 아니라는 것을 알게 되면 사람들은 다른 무언가에 대해 말하고 있을 것이라고 인지한다.
정신분석학적 관점에서, 관계사고로부터 관계망상으로 전환되는 경우가 있을 것이라고 본다. 관계사고 발달 초기나 편집성 인격장애(schizotypal personality disorder) 경우, 미발달한 관계사고는 계속 진행할 경우 비난하는 버릇으로 바뀌게 되지만, 주변 환경이 좋지 않으면 조그마한 경제적 변화에도 있 현실검증(reality testing) 능력이 상실되고 백일몽은 망상으로 변하게 된다.
초자아(superego)의 통제를 엄격하게 받는 사람은 조금씩 꾸준히 섬세한(sensitive) 관계사고를 형성한다고 알려져 있다. 이들의 일상 생활 환경에서 '관건 경험(key experience)' 하나가 발생하게 되면 이러한 섬세한 관계사고들은 어느날 관계망상으로 돌변하게 된다. 예를 들어, 편집증적 시각에서, "저 남자는 다리를 꼬고 있고 저 여자는 저런 블라우스를 입고 있고 하는 것은 우연일 수 없다. 어떤 특별한 의미가 있는 것이며 무언가를 전달하려는 의도가 있다"라는 식으로 사고하게 된다.

## 예
관계사고가 있는 사람들은 다음을 경험할 수 있다:
- 지나가는 버스에 탄 모든 사람들이 자신에 대해서 이야기하고 있다는 믿음.[21]
- 텔레비전이나 라디오에 나온 사람들이 자신들에 대해 말하거나 대놓고 이야기한다는 느낌.
- 신문의 표제나 기사들이 자신들을 위해 특별히 작성되었다고 믿음.
- 사건들(심지어 전 세계적인 사건들)이 의도적으로 자신들을 향하여 계획되어 왔거나 자신들에게 특별한 개인적인 중요도가 있다고 믿음.
- 노래 가사들이 특히 자신들에 대한 것이라고 믿음.
- 휴대전화, 컴퓨터, 기타 다른 전자 기기들의 일반적인 기능들이 자신들만 이해하거나 믿을 수 있는 비밀스럽고 중요한 메시지들을 보내고 있다고 믿음.
- 사물이나 사건들이 자신들에게 특별하거나 특정한 의미를 전달하기 위해 고의적으로 설정되어 있다고 봄.
- 다른 사람의 아무 생각 없이 한 동작이 개인적으로 커다란 중대한 의미를 지니고 있다고 생각함.[22]
- 소셜 네트워크 웹사이트나 인터넷 블로그에 게시된 글들이 자신들과 관련된 감추어진 의미가 있다고 생각함.
- 다른 사람들의 행동이 비정상적이고 불쾌한 체취가 있는데 그 냄새가 현실적으로는 존재하지 않으며 다른 사람들은 느낄 수 없다고 믿음.

## 같이 보기
- 망상
- 망상장애
- 분열형 인격장애
- 신체이형장애
- 양극성 장애
- 조현병
- 편집성 인격장애
- 피해망상
- 확증편향